# Campeonato Sub-20 de la OFC 1978
El Campeonato Sub-20 de la OFC 1978 se llevó a cabo en Nueva Zelanda y contó con la participación de 4 selecciones juveniles de Oceanía. Fue la primera edición que contó como la eliminatoria a la Copa Mundial de Fútbol Sub-20.
Australia fue el campeón del torneo tras ser quien sumó más puntos durante el torneo.

## Participantes
| - Australia - Fiyi | - Nueva Zelanda (anfitrión) - Papúa Nueva Guinea |

## Fase final
| País               | J | G | E | P | GF | GC | GD  | Pts |
| ------------------ | - | - | - | - | -- | -- | --- | --- |
| Australia          | 3 | 3 | 0 | 0 | 16 | 2  | +14 | 6   |
| Fiyi               | 3 | 1 | 1 | 1 | 6  | 6  | 0   | 3   |
| Nueva Zelanda      | 3 | 1 | 1 | 1 | 6  | 3  | +3  | 3   |
| Papúa Nueva Guinea | 3 | 0 | 0 | 3 | 0  | 17 | –17 | 0   |

| 11 noviembre | Papúa Nueva Guinea | 0–9 | Australia          |
|              | Fiyi               | 1–1 | Nueva Zelanda      |
| 14 noviembre | Nueva Zelanda      | 4–0 | Papúa Nueva Guinea |
|              | Australia          | 5–1 | Fiyi               |
| 16 noviembre | Fiyi               | 4–0 | Papúa Nueva Guinea |
|              | Nueva Zelanda      | 1–2 | Australia          |

## Campeón
| Campeonato Sub-20 de la OFC 1978 |
| -------------------------------- |
| Bandera de Australia             |
| Australia 1º Título              |

## Repechaje Mundialista
Australia falló en clasificar a la Copa Mundial de Fútbol Sub-20 de 1979. Terminó último en el repechaje intercontinental ante Paraguay e Israel. Los partidos se jugaron en Asunción, Paraguay.
| País      | J | G | E | P | GF | GC | GD | Pts |
| --------- | - | - | - | - | -- | -- | -- | --- |
| Paraguay  | 4 | 4 | 0 | 0 | 10 | 1  | +9 | 8   |
| Israel    | 4 | 0 | 2 | 2 | 1  | 5  | –4 | 2   |
| Australia | 4 | 0 | 2 | 2 | 0  | 5  | –5 | 2   |

| 7 de febrero  | Paraguay  | 2–0 | Australia |
| 9 de febrero  | Australia | 0–0 | Israel    |
| 11 de febrero | Israel    | 0-3 | Paraguay  |
| 14 de febrero | Israel    | 0–0 | Australia |
| 16 de febrero | Australia | 0-3 | Paraguay  |
| 18 de febrero | Paraguay  | 2–1 | Israel    |

## Clasificado al Mundial Sub-20
| Bandera de Paraguay |
| Paraguay            |
| Clasificado         |